# Devesa
Devesa é um lugar de Silva Escura, no concelho da Maia.

## História
O lugar da Devesa aparece mencionado como villa rustica da Devesa", nas Inquirições de 1258. Nessa altura o lugar da Devesa tinha já vários casais, sendo que o senhorio desta villa e da villa de Friães, era repartido com o Mosteiro de Santo Tirso, o cónego da Sé do Porto (Pedro Mendes), fidalgos e cavaleiros fidalgos.
Estando o lugar da Devesa ainda fortemente ligado á agricultura, este lugar cresceu muito nas décadas de 1990 e 2000 ao nível de fogos habitacionais, sendo um dos lugares de Silva Escura com mais densidade populacional.   

## Actividades Económicas
- Agricultura
- Metalomecânica